# Hope and Hindrance
Hope and Hindrance — первый полноформатный альбом британской маткор группы Heart of a Coward, вышедший в 2012 году. Альбом был записан в стиле мелодичного металкора. Несмотря на то, что альбом не достиг коммерческого успеха, в музыкальной прессе релиз получил одобрительные оценки. Особую популярность группе принесла песня «Shade», ставшая интернет-мемом.

## Список композиций
| №                   | Название                     | Длительность |
| ------------------- | ---------------------------- | ------------ |
| 1.                  | «Killing Fields»             | 4:04         |
| 2.                  | «All Eyes to the Sky»        | 4:52         |
| 3.                  | «Around a Girl (in 80 Days)» | 3:27         |
| 4.                  | «We Stand As One»            | 3:48         |
| 5.                  | «Light»                      | 2:39         |
| 6.                  | «Shade»                      | 4:29         |
| 7.                  | «Nightmare»                  | 2:58         |
| 8.                  | «Hope and Hindrance»         | 1:23         |
| 9.                  | «And Only Time Will Tell»    | 3:00         |
| 10.                 | «Break These Chains»         | 7:30         |
| Общая длительность: | Общая длительность:          | 38:10        |

## Участники записи
- Тимфи Джеймс — гитара, чистый вокал
- Крис Мэнсбридж — барабаны
- Вишал Кэтиа — бас-гитара
- Карл Айерс — гитара
- Джейми Грэхэм— вокал